# Besmir Banushi
Besmir Banushi (Vlorë, 24 juli 1988) is een Albanees voormalig wielrenner. In 2017 en 2018 reed hij voor Amore & Vita.

## Carrière
Tussen 2007 en 2016 won Banushi zeven etappes in de Ronde van Albanië, die in die jaren niet op de UCI-kalender stond, en was hij driemaal eindwinnaar. Daarnaast won hij in 2012 twee etappes en het eindklassement in de Ronde van Kosovo. In zowel 2008 als in 2011 werd Banushi tweede op het nationale kampioenschap op de weg. In 2017 was enkel Iltjan Nika sneller in de strijd om de nationale tijdrittitel.
In zowel 2016 als 2019 nam Banushi deel aan de wegwedstrijd op het Europese kampioenschap. Beide wedstrijden reed hij niet uit.

## Belangrijkste overwinningen
2006
Trofej Sajamskih Gradova
2008
 Balkanees kampioen op de weg

## Ploegen
- 2017 –  Amore & Vita-Selle SMP presented by Fondriest
- 2018 –  Amore & Vita-Prodir

Banushi · Bernardinetti · Celano · Elorza · Ficara · Galarreta · Grembi · Halilaj · Jovtsjev · Martins · Miralles · Mukaj · Sufa · Velia · Zamparella · Zmorka · Covili (stagiair) · Mancini (stagiair)
Banushi · Bernardinetti · Bogdanovičs · Ficara · Freuler · Gabburo · Grembi · Nika · Stüssi · Al. Sufa · Ar. Sufa · Trosino · Yustre · Zullo